# Präsidentschaftswahl in Kolumbien 2014
Die Präsidentschaftswahl in Kolumbien 2014 fand am 25. Mai (1. Wahlgang) und 15. Juni (Stichwahl) statt.
Der amtierende Präsident Juan Manuel Santos wurde im Amt bestätigt. Er setzte sich in einer Stichwahl am 15. Juni 2014 gegenüber Óscar Iván Zuluaga mit 50,9 % gegen 45,1 % der Stimmen durch, nachdem er in der ersten Runde am 25. Mai 2014 noch weniger Stimmen als sein Gegenkandidat bekommen hatte. Im Zentrum des Wahlkampfes stand der Umgang mit der Guerillaorganisation FARC-EP.

## Ergebnis
| Kandidaten        | Kandidaten          | Parteien                          | 1. Wahlgang | 1. Wahlgang | 2. Wahlgang | 2. Wahlgang |
| Kandidaten        | Kandidaten          | Parteien                          | Stimmen     | %           | Stimmen     | %           |
| ----------------- | ------------------- | --------------------------------- | ----------- | ----------- | ----------- | ----------- |
|                   | Juan Manuel Santos  | Partido Social de Unidad Nacional | 3.310.794   | 25,7        | 7.839.342   | 51,0        |
|                   | Óscar Iván Zuluaga  | Centro Democrático                | 3.769.005   | 29,3        | 6.917.001   | 45,0        |
|                   | Marta Lucía Ramírez | Partido Conservador Colombiano    | 1.997.980   | 15,5        |             |             |
|                   | Clara López         | Polo Democrático Alternativo      | 1.958.518   | 15,2        |             |             |
|                   | Enrique Peñalosa    | Alianza Verde                     | 1.064.758   | 8,3         |             |             |
| Votos en blanco   | Votos en blanco     | Votos en blanco                   | 770.543     | 6,0         | 618.759     | 4,0         |
| Gesamt            | Gesamt              | Gesamt                            | 12.871.598  | 100         | 15.375.102  | 100         |
|                   |                     |                                   |             |             |             |             |
| Ungültige Stimmen | Ungültige Stimmen   | Ungültige Stimmen                 | 350.756     | 2,7         | 443.112     | 2,8         |
| Wähler            | Wähler              | Wähler                            | 13.222.354  | 40,1        | 15.818.214  | 48,0        |
| Wahlberechtigte   | Wahlberechtigte     | Wahlberechtigte                   | 32.975.158  |             | 32.975.158  |             |